# 红星镇 (丰林县)
红星镇是中华人民共和国黑龙江省伊春市丰林县下辖的一个镇。
2016年，伊春市人民政府批准撤销红星街道办事处，下辖地区由红星区直辖。2019年6月，国务院同意调整伊春市部分行政区划，撤销红星区，设立丰林县；同年，黑龙江省人民政府批准设立红星镇。

## 行政区划
红星镇下辖以下村级行政区划单位：
东升社区、前进社区、团结社区和红星镇林场中心社区。

## 特产
红星平贝母、红星蕨菜：中国地理标志产品。